# Hans-Joachim Oelze
Hans-Joachim Oelze (* 3. Januar 1937) ist ein ehemaliger deutscher Fußballspieler. Für den SC Chemie Halle-Leuna bestritt er von 1957 bis 1958 17 Spiele in der DDR-Oberliga, der höchsten Spielklasse im  DDR-Fußball. 1956 wurde er mit dem SC Chemie DDR-Pokalsieger. Oelze ist sechsfacher Nachwuchs-Nationalspieler.

## Sportliche Laufbahn
Bereits als Jugendlicher hatte Hans-Joachim Oelze im Fußball Erfolge aufzuweisen. Als Spieler der Betriebssportgemeinschaft (BSG) Empor Halle gewann er 1953 die DDR-Jugendmeisterschaft und 1955 die Juniorenmeisterschaft. 1955 gehörte er zum Kader der DDR-Juniorennationalmannschaft, mit der er vier Länderspiele bestritt.
Zur Saison 1956 wurde Oelze von der BSG Empor Halle zum DDR-Oberliga-Absteiger SC Chemie Halle-Leuna delegiert. In der zweitklassigen DDR-Liga wurde Oelze von Beginn an eingesetzt, eroberte sich als linker Verteidiger einen Stammplatz und fehlte nur bei einem Punktspiel. Er wurde in den Kader der DDR-Nachwuchsnationalmannschaft aufgenommen und wurde in zwei Nachwuchs-Länderspielen eingesetzt. Dem SC Chemie gelang der sofortige Wiederaufstieg und gewann zum Saisonabschluss den DDR-Fußballpokal mit Oelze, diesmal als Rechtsverteidiger.
In der Oberliga hatte es Oelze schwerer, sich durchzusetzen. In den 26 Punktspielen der Saison 1957 kam er nur 15-mal zum Einsatz, spielte dann aber überwiegend auf seiner Stammposition auf der linken Abwehrseite. In der Hinrunde 1958 wurde er nur in zwei Punktspielen eingesetzt. Im Juni fusionierte der SC Chemie Halle-Leuna mit dem SC Wissenschaft Halle und trat danach als SC Chemie Halle auf. Die Fußballmannschaft des SC Wissenschaft, die bisher in der DDR-Liga gespielt hatte, wurde zur 2. Mannschaft des SC Chemie. Oelze wurde dorthin versetzt und bestritt die restlichen 14 Ligaspiele und entwickelte sich mit neun Treffern zu einem der erfolgreichsten Torschützen dieser Mannschaft.
Da die 1. Mannschaft erneut abstieg, musste auch Chemie II eine Klasse tiefer in der drittklassigen II. DDR-Liga antreten. Der Sportklub gab jedoch die 2. Mannschaft auf und übergab sie der ein Jahr zuvor gegründeten Hochschulsportgemeinschaft (HSG) Wissenschaft Halle. Weiterhin mit Oelze spielend wurde die HSG Staffelsieger, verpasste aber in der Aufstiegsrunde die Rückkehr in die I. DDR-Liga. Mit der HSG spielte Oelze noch bis zum Ende der Saison 1961/62 in der II. DDR-Liga. Danach stieg die Mannschaft in die viertklassige Bezirksliga ab, und für den 25-jährigen Oelze gab es keine Rückkehr mehr in die höherklassigen Fußball-Ligen.